# Pristomyrmex bispinosus
Pristomyrmex bispinosus är en myrart som först beskrevs av Horace Donisthorpe 1949.  Pristomyrmex bispinosus ingår i släktet Pristomyrmex och familjen myror. Inga underarter finns listade i Catalogue of Life.

## Bildgalleri

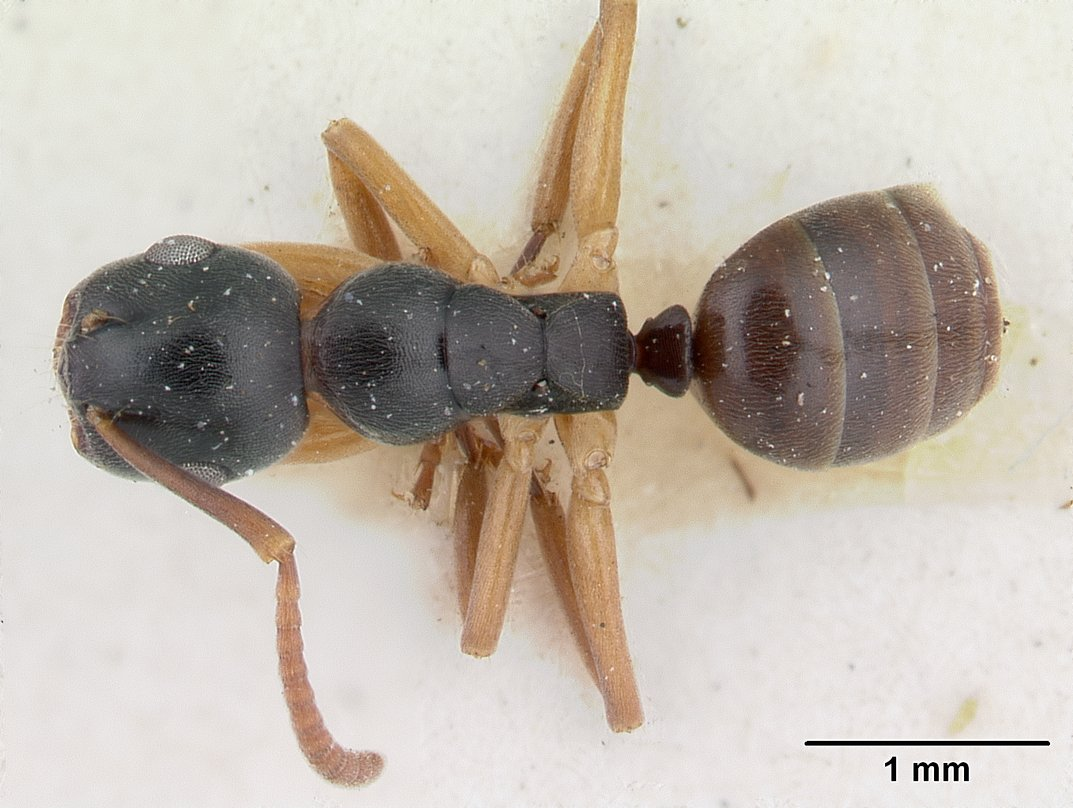
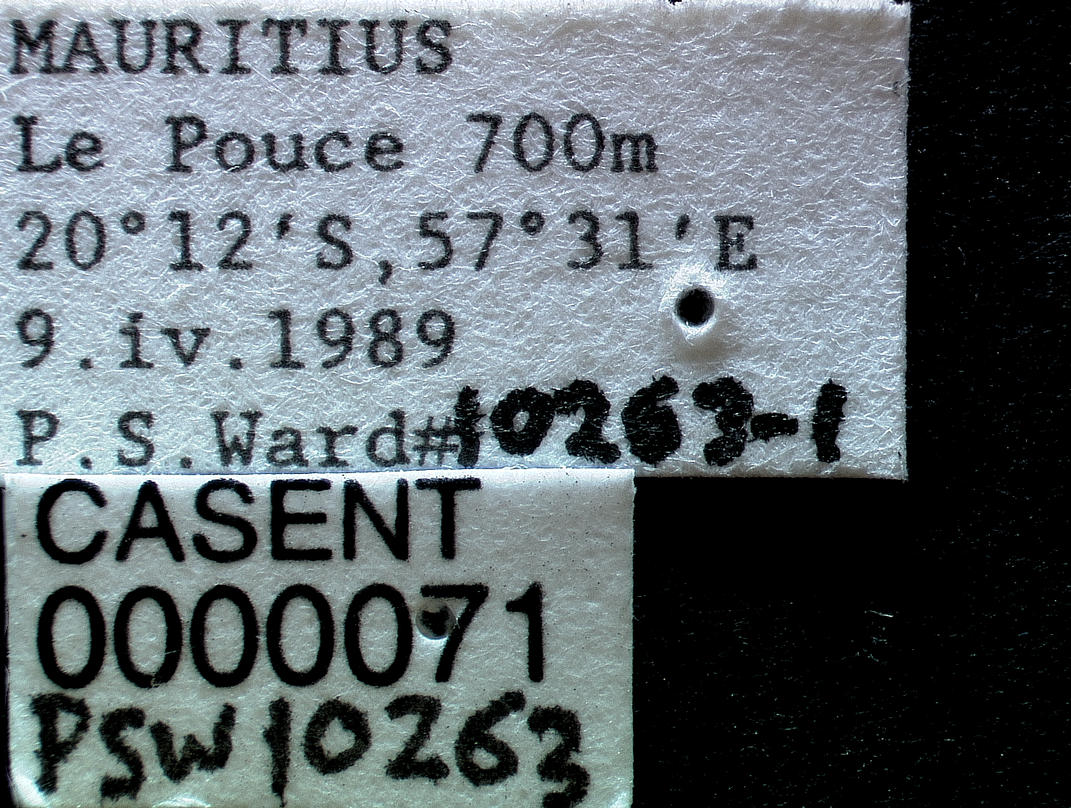
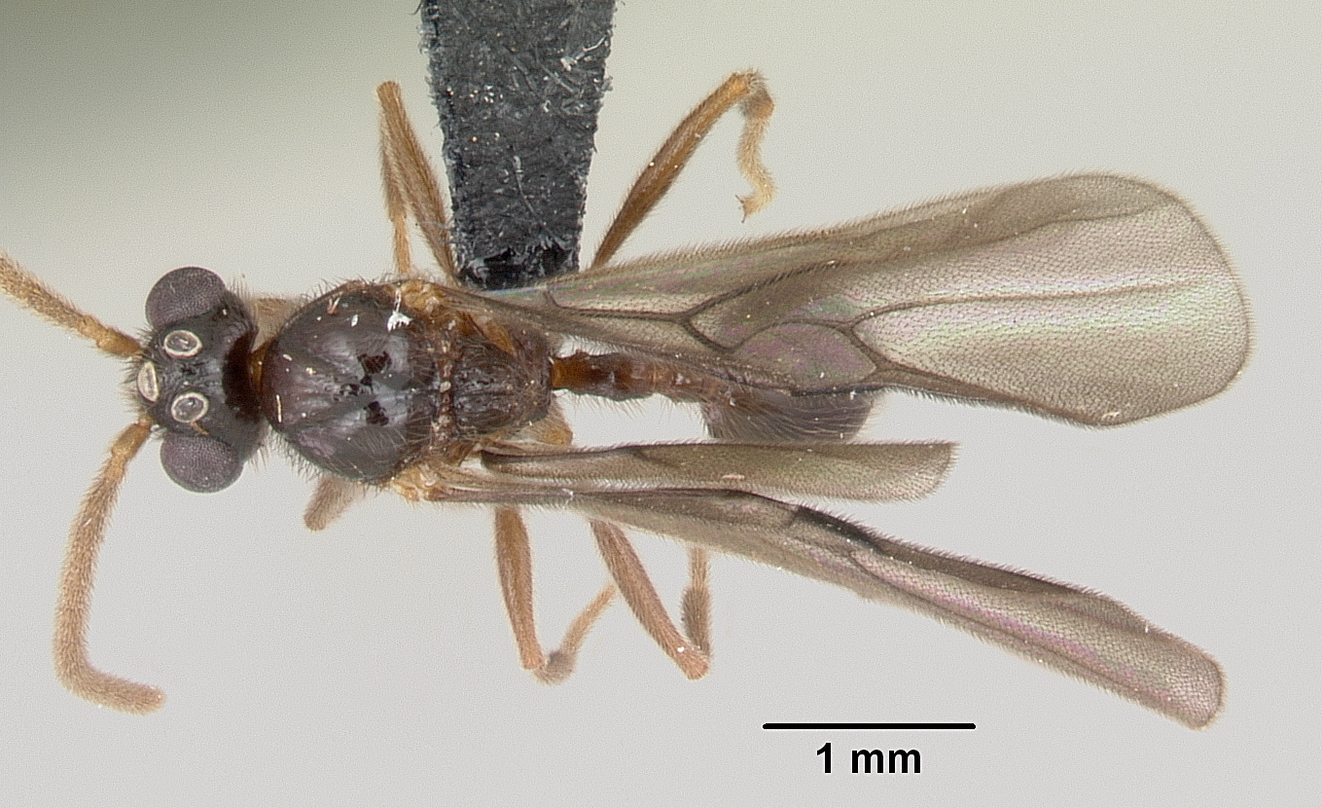
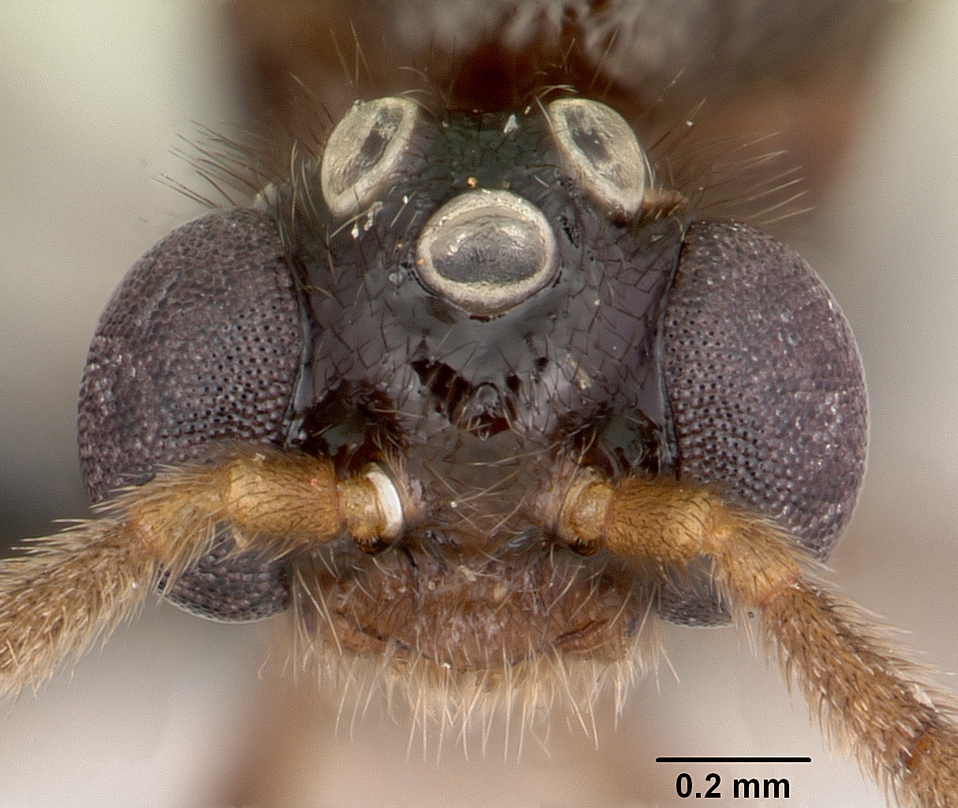
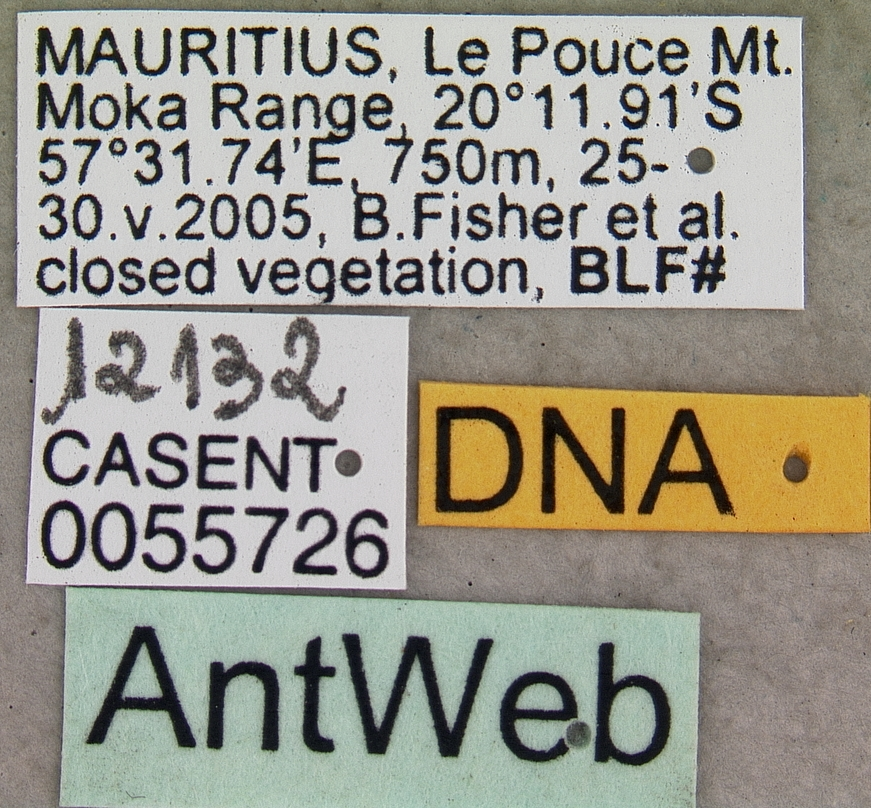
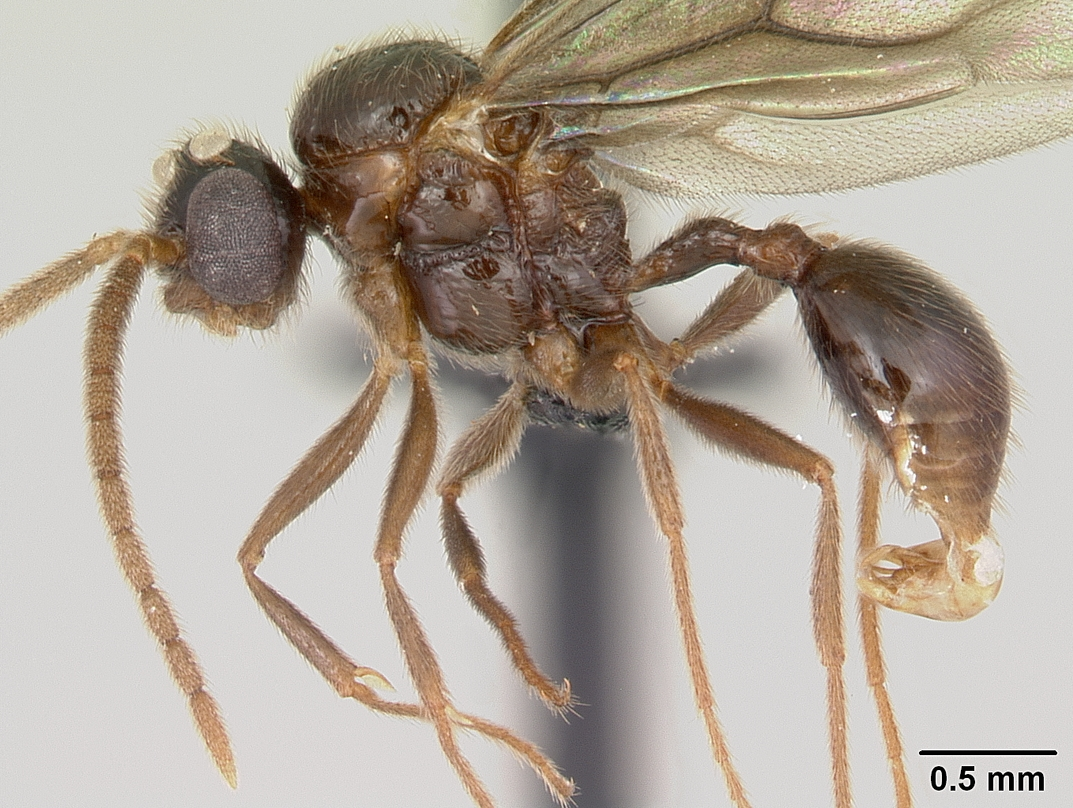